# 97 f.Kr.

## Händelser

### Efter plats

#### Romerska republiken
- Gnaeus Cornelius Lentulus och Publius Licinius Crassus Dives blir konsuler i Rom.
- C. Decianus, Furius åklagare, döms själv för uttalanden om Saturninus död.
- Romarna kuvar mederna och dardanerna.
- L. Domitius återställer ordningen på Sicilien.
- Censorerna Flaccus och Antonius avlägsnar M. Duronius på grund av hans motstånd mot lyxlagar.
- Sulla inför lejonjakt vid spel i Rom.

#### Mindre Asien
- Ariarathes VIII tvingas ut ur Kappadokien av Mithridates och dör strax därefter.

#### Japan
- Sujin blir kejsare av Japan (troligen detta år).

## Födda
- Galeria Copiola, skådespelerska som blir över 100 år gammal.
- Josef, judisk snickare och far till Jesus. Om detta födelseår stämmer skall Josef vara över 90 år, när Jesus föds.